# Verneuil (Charente)
Pour les articles homonymes, voir Verneuil.
Verneuil (Vernuelh en occitan) est une commune du Sud-Ouest de la France, située dans le département de la Charente (région Nouvelle-Aquitaine).

## Géographie

### Localisation et accès
Verneuil est une commune de la Charente limousine limitrophe de la Haute-Vienne, situé 11 km à l'est de Montembœuf et 44 km à l'est d'Angoulême. Peu peuplée, elle est la commune la plus à l'est du canton de Montembœuf.
Le bourg de Verneuil est situé sur la D 13, route de La Rochefoucauld à Rochechouart, 2 km à l'est de Massignac, 24 km à l'est de La Rochefoucauld et 11 km à l'ouest de Rochechouart. Il est aussi à 10 km au sud de Chabanais, 10 km au nord-ouest de Saint-Mathieu, 20 km au nord-est de Montbron et 44 km à l'ouest de Limoges.
La D 160 part du bourg et de la D 13 en direction du nord-est vers Pressignac, Chabanais et Chassenon.

### Hameaux et lieux-dits
La commune comporte un hameau aussi important que le bourg, la Gélisant au sud. Les autres hameaux sont surtout des fermes : Chassat, le Poirier, le Buisson, etc.

### Communes limitrophes
|           | Pressignac                           |                       |
| Massignac | Verneuil                             | Videix (Haute-Vienne) |
|           | Les Salles-Lavauguyon (Haute-Vienne) |                       |

### Géologie

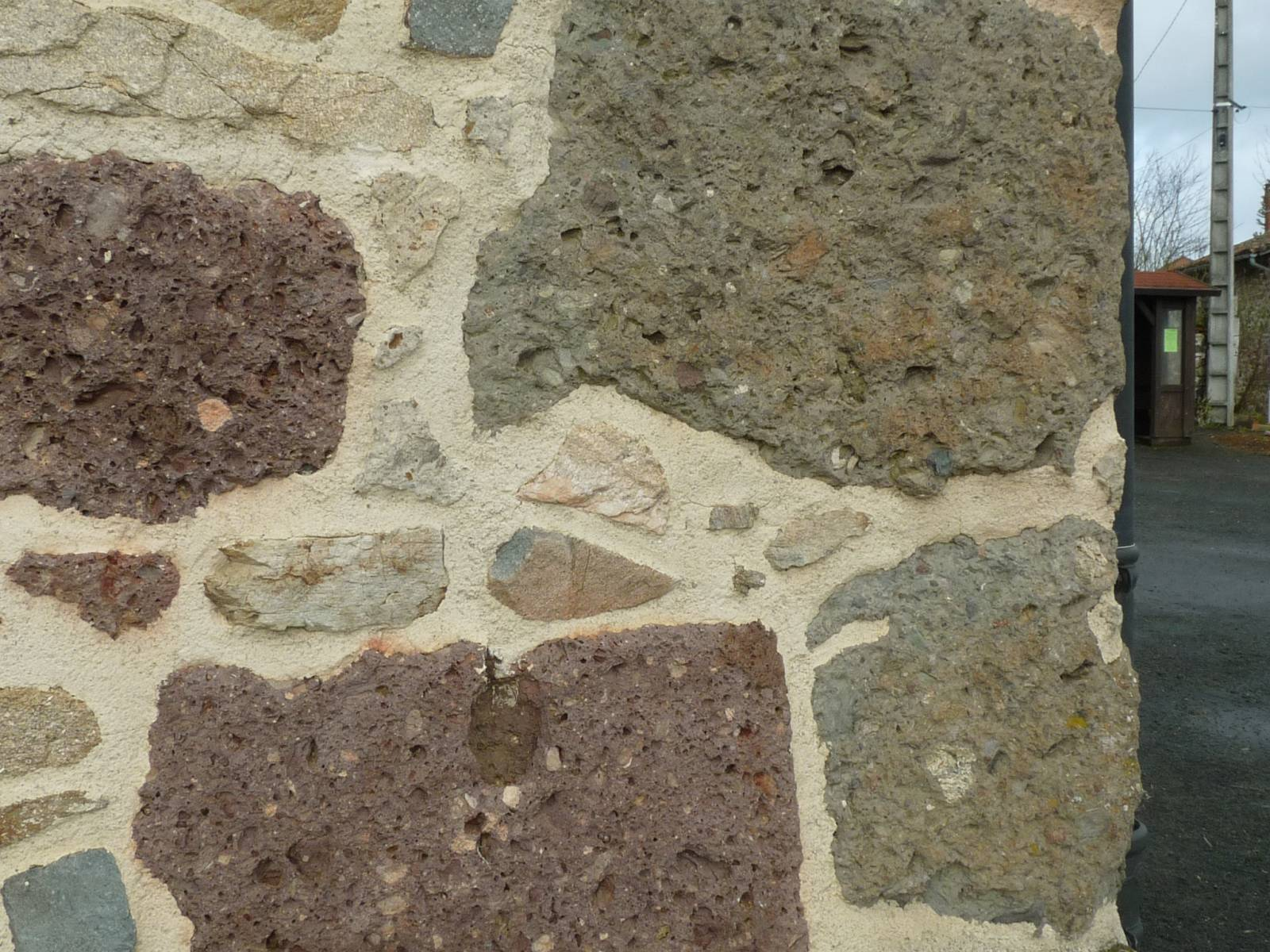
Mur de l'église fait de brèche.

La commune est située sur les terrains granitiques et métamorphiques de la bordure occidentale du Massif central, qui occupe le quart oriental de la Charente et qu'on appelle Charente limousine. On trouve principalement du gneiss,,.
La commune se trouve aussi dans l'emprise du cratère de la météorite de Rochechouart.
Le relief de la commune est celui d'un plateau assez uniforme, d'une altitude moyenne de 260 m. Le point culminant de la commune est à une altitude de 299 m, situé à l'extrémité sud-est au sud du Gélisant. Le point le plus bas est à 222 m, situé sur la limite nord au bord du lac de Lavaud. Le bourg est à 270 m d'altitude.

### Hydrographie

#### Réseau hydrographique

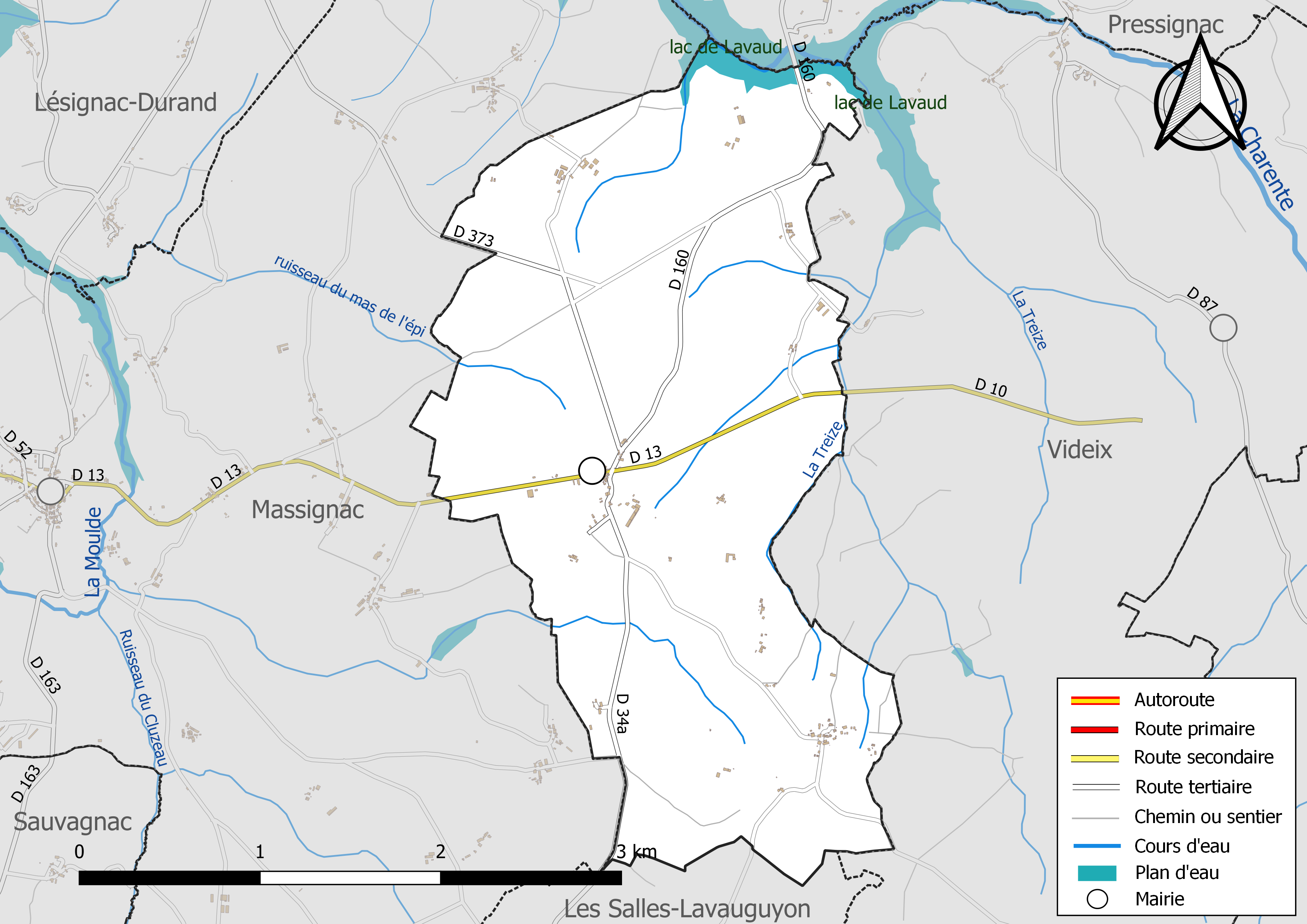
Réseaux hydrographique et routier de Verneuil.

La commune est située dans le bassin versant de la Charente au sein du Bassin Adour-Garonne. Elle est drainée par la Charente, la Treize, le ruisseau du Mas de Lépi et par divers petits cours d'eau, qui constituent un réseau hydrographique de 8 km de longueur totale,.
La Charente, qui prend sa source non loin à Chéronnac (Haute-Vienne), fait la limite nord de la commune. C'est le lac de Lavaud.
La Treize, un petit affluent, fait la limite orientale de la commune et du département.
L'ouest et le sud de la commune sont sur le bassin versant de la Moulde, autre affluent de la Charente. Le ruisseau du Mas de l'Épi naît au nord-ouest du bourg. Au sud, un autre petit affluent naît dans les Landes de la Tuilerie et coule vers l'ouest.
La commune compte aussi de nombreux petits étangs et retenues d'eau.

#### Gestion des eaux
Le territoire communal est couvert par le schéma d'aménagement et de gestion des eaux (SAGE) « Charente ». Ce document de planification, dont le territoire correspond au bassin de la Charente, d'une superficie de 9 300 km2, a été approuvé le 19 novembre 2019. La structure porteuse de l'élaboration et de la mise en œuvre est l'établissement public territorial de bassin Charente. Il définit sur son territoire les objectifs généraux d’utilisation, de mise en valeur et de protection quantitative et qualitative des ressources en eau superficielle et souterraine, en respect des objectifs de qualité définis dans le troisième SDAGE  du Bassin Adour-Garonne qui couvre la période 2022-2027, approuvé le 10 mars 2022.

### Climat
Le climat est océanique dégradé. C'est celui de la Charente limousine, plus humide et plus frais que celui du reste du département.

## Urbanisme

### Typologie
Au 1er janvier 2024, Verneuil est catégorisée commune rurale à habitat très dispersé, selon la nouvelle grille communale de densité à 7 niveaux définie par l'Insee en 2022.
Elle est située hors unité urbaine et hors attraction des villes,.

### Occupation des sols
L'occupation des sols de la commune, telle qu'elle ressort de la base de données européenne d’occupation biophysique des sols Corine Land Cover (CLC), est marquée par l'importance des territoires agricoles (77,4 % en 2018), une proportion identique à celle de 1990 (77,4 %). La répartition détaillée en 2018 est la suivante : zones agricoles hétérogènes (46,7 %), prairies (26,5 %), forêts (18,8 %), terres arables (4,2 %), milieux à végétation arbustive et/ou herbacée (2,8 %), eaux continentales (1,1 %). L'évolution de l'occupation des sols de la commune et de ses infrastructures peut être observée sur les différentes représentations cartographiques du territoire : la carte de Cassini (XVIIIe siècle), la carte d'état-major (1820-1866) et les cartes ou photos aériennes de l'IGN pour la période actuelle (1950 à aujourd'hui).

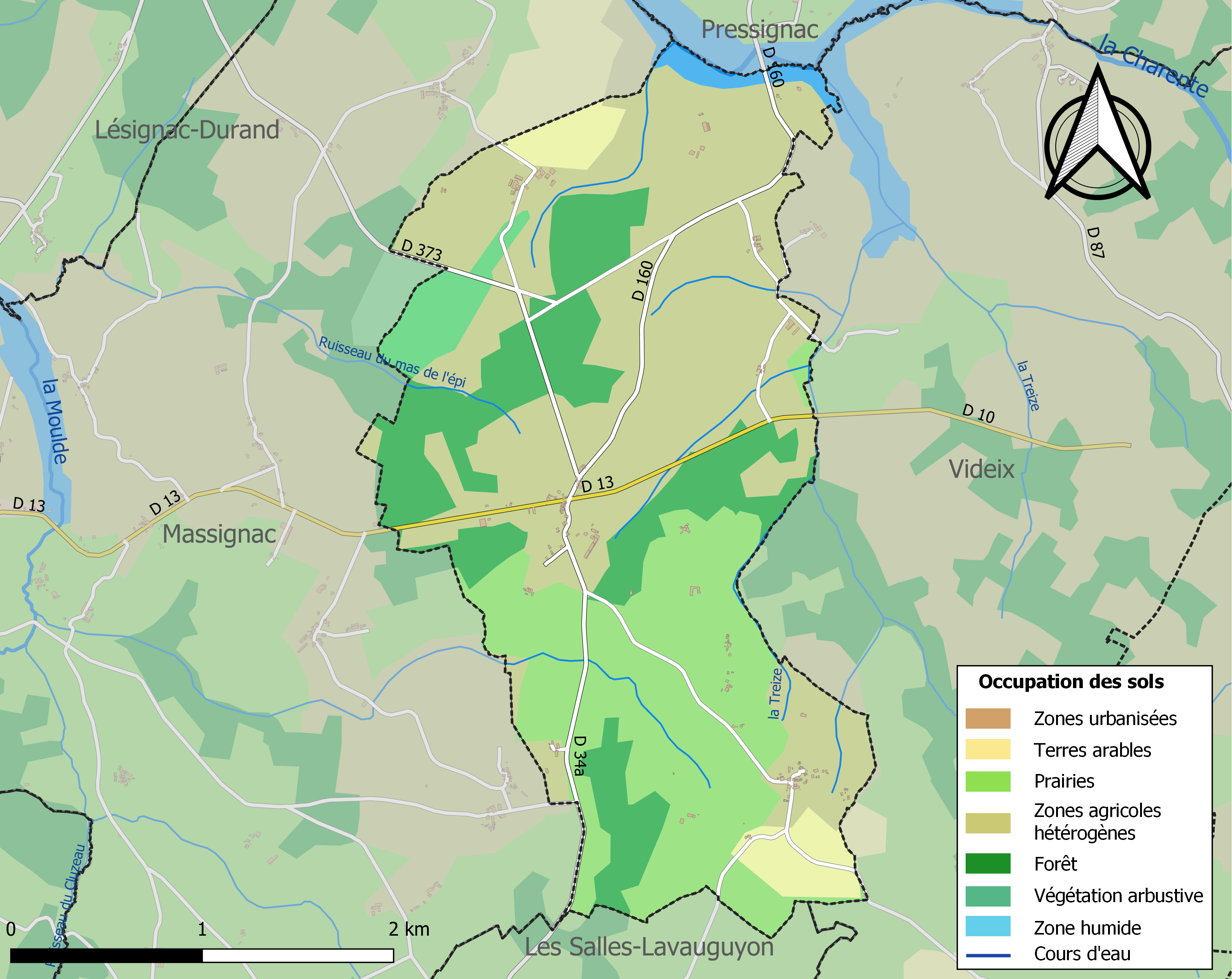
Carte des infrastructures et de l'occupation des sols de la commune en 2018 (CLC).

### Risques majeurs
Le territoire de la commune de Verneuil est vulnérable à différents aléas naturels : météorologiques (tempête, orage, neige, grand froid, canicule ou sécheresse) et séisme (sismicité faible). Il est également exposé à un risque particulier : le risque de radon. Un site publié par le BRGM permet d'évaluer simplement et rapidement les risques d'un bien localisé soit par son adresse soit par le numéro de sa parcelle.

#### Risques naturels

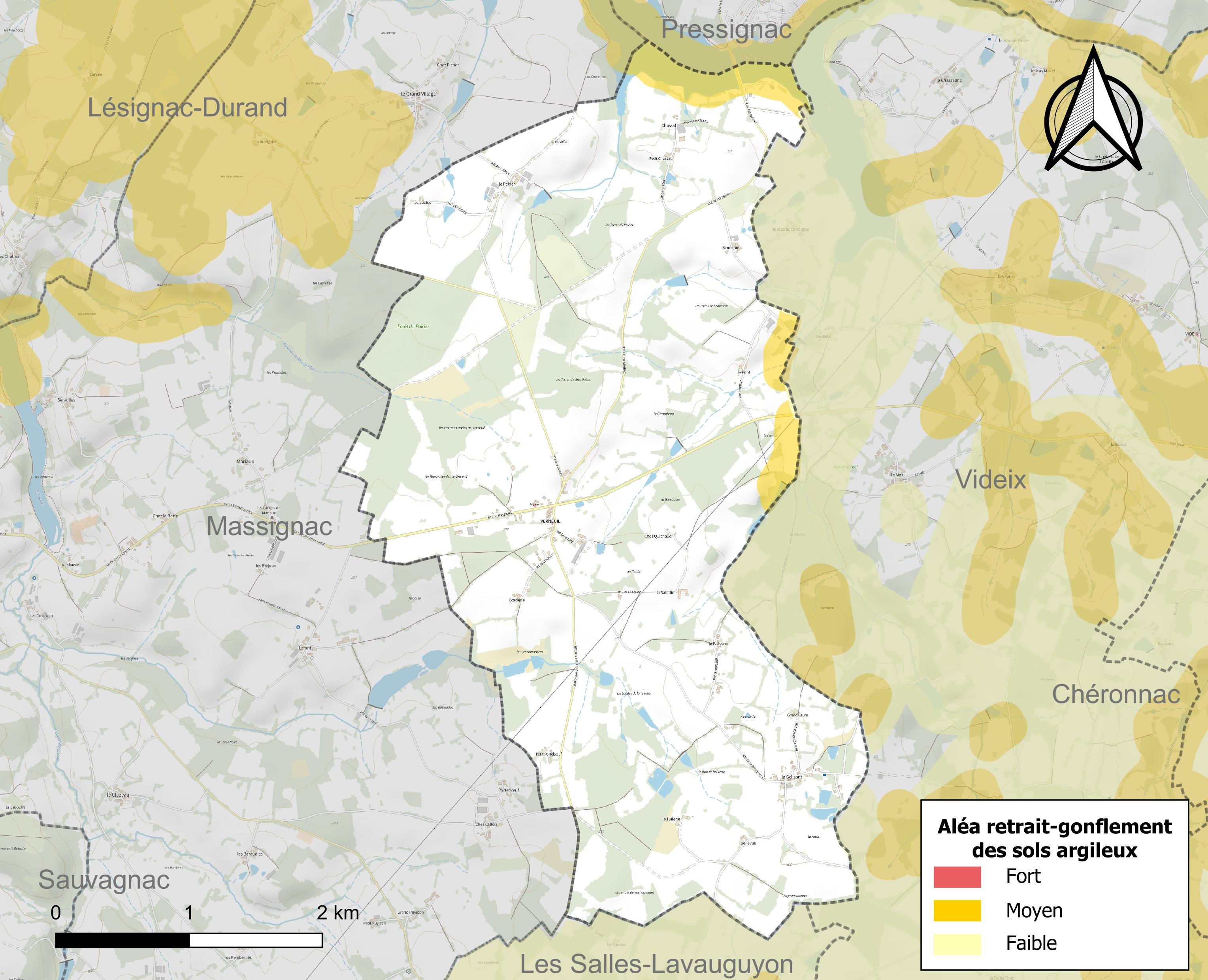
Carte des zones d'aléa retrait-gonflement des sols argileux de Verneuil.

Le retrait-gonflement des sols argileux est susceptible d'engendrer des dommages importants aux bâtiments en cas d'alternance de périodes de sécheresse et de pluie. 3,6 % de la superficie communale est en aléa moyen ou fort (67,4 % au niveau départemental et 48,5 % au niveau national). Sur les 67 bâtiments dénombrés sur la commune en 2019,  aucun n'est en aléa moyen ou fort, à comparer aux 81 % au niveau départemental et 54 % au niveau national. Une cartographie de l'exposition du territoire national au retrait gonflement des sols argileux est disponible sur le site du BRGM,.
Par ailleurs, afin de mieux appréhender le risque d'affaissement de terrain, l'inventaire national des cavités souterraines permet de localiser celles situées sur la commune.
La commune a été reconnue en état de catastrophe naturelle au titre des dommages causés par les inondations et coulées de boue survenues en 1982, 1983 et 1999. Concernant les mouvements de terrains, la commune a été reconnue en état de catastrophe naturelle au titre des dommages causés par des mouvements de terrain en 1999.

#### Risque particulier
Dans plusieurs parties du territoire national, le radon, accumulé dans certains logements ou autres locaux, peut constituer une source significative d'exposition de la population aux rayonnements ionisants. Certaines communes du département sont concernées par le risque radon à un niveau plus ou moins élevé. Selon la classification de 2018, la commune de Verneuil est classée en zone 3, à savoir zone à potentiel radon significatif.

## Toponymie
Le nom est attesté sous la forme ancienne Vernolio (non datée, Moyen Âge).
L'origine du nom de Verneuil remonte à verno signifiant « aulne » suivi du suffixe gaulois -ialo signifiant « champ, clairière » ; la forme primitive serait donc *Vernoialos, "la clairière des aulnes",. Le suffixe -ialo a donné tous les noms en -euil en France.
La commune a été créée Verneuil en 1793 du nom de la paroisse, mais elle s'est appelée Verneuil-sur-Charente en 1914, avant de redevenir Verneuil.

### Dialecte
La commune est dans la partie occitane de la Charente qui en occupe le tiers oriental, et le dialecte est limousin. Elle se nomme Vernuelh en occitan.

## Histoire
Les plus anciens registres paroissiaux remontent à 1643.
Dans le nord de la commune, le château du Poirier, avec quatre tours d'angle et dominant un petit étang, datait du XVIIe siècle, et a été remanié au XIXe siècle par Louis Ferdinand des Roches de Chassay. Pendant la Seconde Guerre mondiale, il a servi de siège au maquis de Pressac à ses débuts. Le château est tombé en ruines et a hélas été détruit en 1985 pour faire place à une chèvrerie.
Verneuil possède une fontaine où, jusqu'au début du XXe siècle, les habitants des communes voisines se rendaient en pèlerinage tous les ans, le matin de la Fête-Dieu, jour de la fête patronale.

## Administration
| Période                                  | Période  | Identité           | Étiquette | Qualité                |
| ---------------------------------------- | -------- | ------------------ | --------- | ---------------------- |
| Les données manquantes sont à compléter. |          |                    |           |                        |
| 2004                                     | 2008     | Camille Rassat     | SE        |                        |
| 2008                                     | 2014     | Marie-Ange Dauge   | SE        | Aide-soignante         |
| 2014                                     | En cours | Christine Gondariz |           | Auxiliaire vétérinaire |

## Démographie

### Évolution démographique
L'évolution du nombre d'habitants est connue à travers les recensements de la population effectués dans la commune depuis 1793. Pour les communes de moins de 10 000 habitants, une enquête de recensement portant sur toute la population est réalisée tous les cinq ans, les populations de référence des années intermédiaires étant quant à elles estimées par interpolation ou extrapolation. Pour la commune, le premier recensement exhaustif entrant dans le cadre du nouveau dispositif a été réalisé en 2007.

En 2022, la commune comptait 94 habitants, en évolution de −4,08 % par rapport à 2016 (Charente : −0,48 %, France hors Mayotte : +2,11 %).
| 1793 | 1800 | 1806 | 1821 | 1831 | 1841 | 1846 | 1851 | 1856 |
| ---- | ---- | ---- | ---- | ---- | ---- | ---- | ---- | ---- |
| 274  | 144  | 246  | 450  | 343  | 308  | 335  | 360  | 342  |

| 1861 | 1866 | 1872 | 1876 | 1881 | 1886 | 1891 | 1896 | 1901 |
| ---- | ---- | ---- | ---- | ---- | ---- | ---- | ---- | ---- |
| 316  | 332  | 322  | 337  | 335  | 323  | 314  | 314  | 336  |

| 1906 | 1911 | 1921 | 1926 | 1931 | 1936 | 1946 | 1954 | 1962 |
| ---- | ---- | ---- | ---- | ---- | ---- | ---- | ---- | ---- |
| 324  | 310  | 260  | 264  | 260  | 238  | 210  | 192  | 168  |

| 1968 | 1975 | 1982 | 1990 | 1999 | 2006 | 2007 | 2012 | 2017 |
| ---- | ---- | ---- | ---- | ---- | ---- | ---- | ---- | ---- |
| 137  | 121  | 105  | 102  | 85   | 96   | 98   | 96   | 98   |

| 2022 | - | - | - | - | - | - | - | - |
| ---- | - | - | - | - | - | - | - | - |
| 94   | - | - | - | - | - | - | - | - |

### Pyramide des âges
La population de la commune est relativement âgée.
En 2018, le taux de personnes d'un âge inférieur à 30 ans s'élève à 24,5 %, soit en dessous de la moyenne départementale (30,2 %). À l'inverse, le taux de personnes d'âge supérieur à 60 ans est de 35,7 % la même année, alors qu'il est de 32,3 % au niveau départemental.
En 2018, la commune comptait 48 hommes pour 53 femmes, soit un taux de 52,48 % de femmes, légèrement supérieur au taux départemental (51,59 %).
Les pyramides des âges de la commune et du département s'établissent comme suit.
| Hommes | Classe d’âge | Femmes |
| ------ | ------------ | ------ |
| 0,0    | 90 ou +      | 3,9    |
| 12,8   | 75-89 ans    | 5,9    |
| 27,7   | 60-74 ans    | 21,6   |
| 21,3   | 45-59 ans    | 29,4   |
| 19,1   | 30-44 ans    | 9,8    |
| 8,5    | 15-29 ans    | 9,8    |
| 10,6   | 0-14 ans     | 19,6   |

| Hommes | Classe d’âge | Femmes |
| ------ | ------------ | ------ |
| 1      | 90 ou +      | 2,7    |
| 9,2    | 75-89 ans    | 12     |
| 20,6   | 60-74 ans    | 21,3   |
| 20,7   | 45-59 ans    | 20,3   |
| 16,8   | 30-44 ans    | 16     |
| 15,6   | 15-29 ans    | 13,4   |
| 16,1   | 0-14 ans     | 14,3   |

## Économie
L'économie est essentiellement agricole. La commune ne possède aucun commerce.

## Lieux et monuments

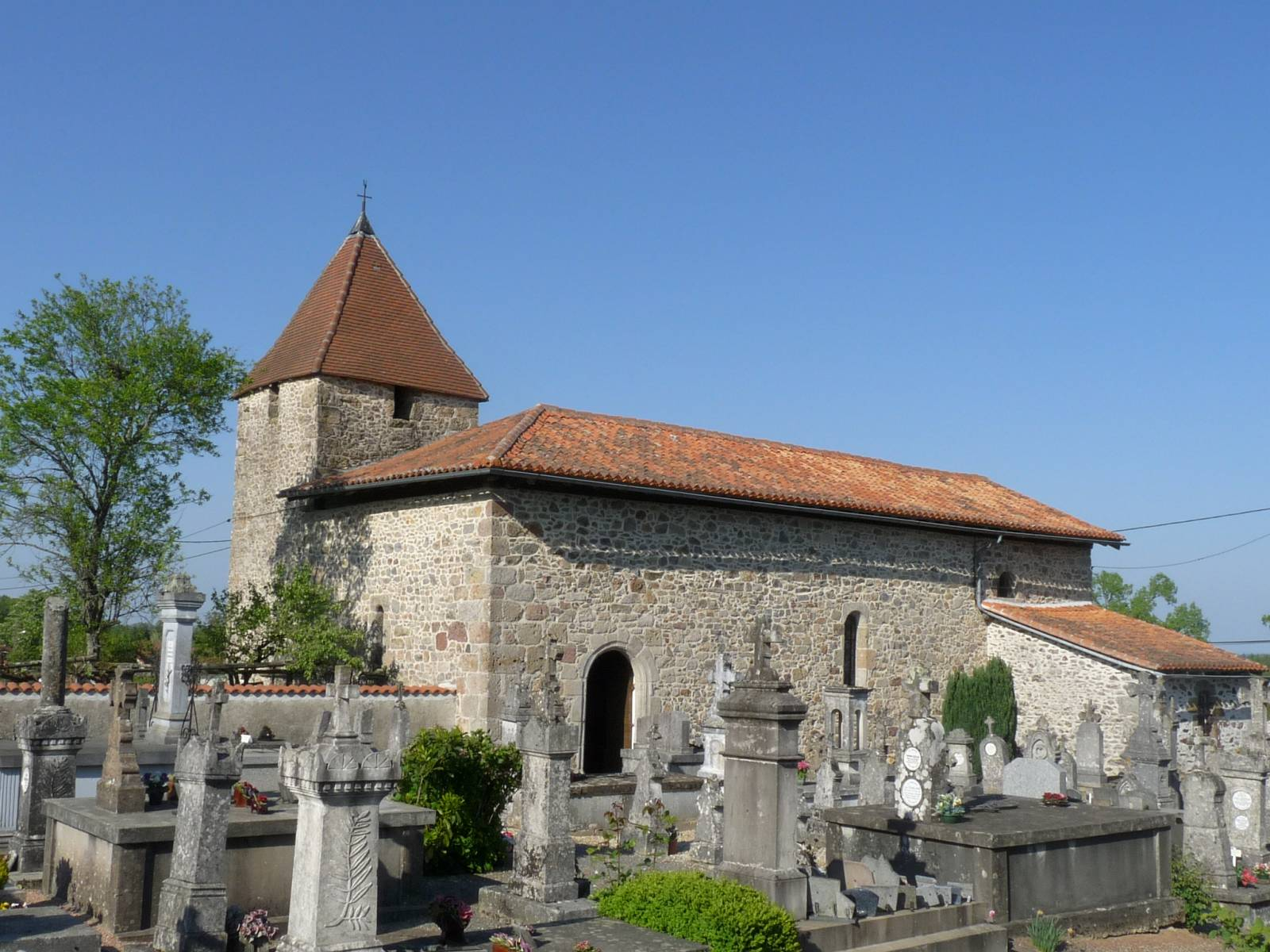
L'église et le cimetière.

- L'église paroissiale Saint-Sauveur